# Erdődyho palác (Godrova)
Erdődyho palác je čtyřpodlažní neogotický dům na Godrově ulici č. 2 v Bratislavě v Starém Městě.
Byl postaven mezi lety 1880 a 1900. Nachází se v nároží uličního bloku a je chráněn i s přilehlou zelení. V době svého vzniku sloužil pravděpodobně jako obytný činžovní dům. Má kompaktní bokový půdorys. Jeho autor se inspiroval pravděpodobně anglickou tudorovskou gotikou.
Dnes je bytovým domem, zeleň před palácem byla vyvlastněna pro účely zastávky trolejbusu, ta byla později přesunuta o dva domy níže na ul. Palisády.